# Amphibulus rugosus
Amphibulus rugosus là một loài tò vò trong họ Ichneumonidae.